# ФК Лејтон оријент
ФК Лејтон оријент (енгл. Leyton Orient F.C.) је фудбалски клуб из Лондона. Тренутно наступа у Лиги два, четвртом рангу енглеског фудбала. Они су други најстарији фудбалски клуб у Лондону који игра на професионалном нивоу. Домаће мечеве играју на Бризбејн Роуду од 1937. године. Основан је 1881. године као Glyn Cricket Club, клуб је почео да игра фудбал као Оријент 1888. године и придружио сe Лондонској лиги 1896. године након успеха у Clapham & District League. Усвојили су име Clapton Orient две године касније и изабрани су у Фудбалску лигу 1907. Избачен из Друге дивизије 1929, клуб се коначно одлучио за име Лејтон оријент након Другог светског рата.

## Дрес и грб
Оријентов грб чине две вивере окренуте једна према другој преко фудбалске лопте. Симбол виверн представљен је 1976. године и верује се да укључује везе Оријента са Лондоном - виверн је симбол Темзе, у митологији је бранилац Темзе - и са морем, преко старе Orient Shipping Compani.
На почетку сезоне 2008-2009, клуб је склопио трогодишњи уговор са PartiGaming.com да би PartiPoker.com, PartiBets.com и PartiCasino.com представио на предњој страни дресова играча.
Током сезоне 2012–13 спонзори су били Samsung и FIFA 13. Исти спонзори коришћени су за сезону 2013–14, само је ФИФА 13 постала FIFA 14. За сезону 2014–15, клуб је објавио уговор са интернет кладионицама 666Bet.
30. јула 2015, Оријент је објавио уговор којим ће дистрибутери и власници челика Rainham Steel бити представљени на домаћим, гостујућим и трећим дресовима. Од 2016. до 2018. Оријент је спонзорисао Energibet.com. Од 2018-19. године, главни спонзор Оријента за дрес је The Sun's Dream Team. За сезону 2020-21, Хари Кејн је спонзорисао Оријент, користећи простор на њиховим мајицама да се захвали кључним радницима пандемије коронавирус-а. 10% од продаје сваке мајице додељује се добротворној установи која је наведена на предњој страни. У новембру 2020. клуб је најавио ново спонзорство са најпознатијом британском јутјуб групом Sidemen, јер је група желела да подржи локални клуб и стадион како би забележила своје популарне фудбалске изазове.

## Бризбејн Роад
Почетни планови, које је клуб назвао Orient 2000, објављени су средином 1990-их. Планови су били амбициозни, јер су укључивали ротирање терена и развој све четири стране. Међутим, банкрот клуба који се умало десио и накнадни откуп од стране Barri Hearn-a значили су да је подстакнут реалнији план обнове. Прва фаза подразумевала је рушење Јужне трибине крајем 1990-их и након одлагања, док се неуспешно тражило финансирање Националне лутрије, нова Јужна трибина отворена је на почетку сезоне 1999–2000. Следећа фаза реновирања је такође наишла на финансијске проблеме. 
Током сезоне 2008-2009, Оријент је променио име Јужне трибине у част покојног стрелца Оријента Томија Џонстона и позната је једноставно као Tommi Johnston Stand.

## Ривалства
Међу главним ривалима Оријетна су Саутенд Јунајтед, са којим се такмиче у дербију А13. Ривалство је настало након периода када је Саутенд био географски најближи ривал Оријента између 1998. и 2005. Иако нису често играли у истој дивизији, састајали су се у Лига купу у сезони 2011–12, Оријент је победио након продужетак на пенале. У новије време, Саутенд је победио Оријент резултатом 3: 2 у финалу Јужне области фудбалске лиге 2012-13 .
Остали локални ривали су Вест Хем Јунајтед, Милвол, Брентфорд. У мањој мери и мало даље, Брајтон и Хоув Албион и Кембриџ јунајтед такође се сматрају ривалима.
Историјски ривали укључују комшије Лејтон и два друга расформирана клуба /спојена клуба, Лејтонстон и Валтхамстоу ФК.

## Навијачи
База навијача обично је смештена у Источном Лондону .
Међу запаженим навијачима су Bob Mills, Daniel Mays, Colin Matthews, Andrew Lloyd Webber. Албум Варијације, који је славно кориштен као уводна песма за London Weekend Television's South Bank Show, написао је Ендру Лојд Вебер као резултат његовог губитка на опкладу на резултат утакмице Оријента.